# دائمة مطلقة
الدائمة المطلقة هي القضية التي حكم فيها بدوام ثبوت المحمول للموضوع، أو بدوام سلبه عنه، ما دام ذات الموضوع موجودا، مثال الإيجاب كقولنا: دائما كل إنسان حيوان، فقد حكمنا فيها بدوام ثبوت الحيوانية للإنسان ما دام ذاته موجودا، ومثال السلب: دائما لا شيء من الإنسان بحجر، فإن الحكم فيها بدوام سلب الحجرية عن الإنسان ما دام ذاته موجودا.